# Walt Disney Music Publishing
Walt Disney Music Publishing est une filiale de la Walt Disney Company pour la gestion de droits phonographiques sur les productions des différentes filiales de Disney principalement Walt Disney Pictures (bandes sonores des films) et Walt Disney Parks and Resorts (musiques des parcs à thèmes et attractions). Elle dépend depuis 1998 du Disney Music Group (ex-Buena Vista). Il faut la distinguer de la Walt Disney Music Company qui produit et distribue les œuvres musicales de Disney.
En réalité, la société ne gère pas directement ses droits. Elle a signé un accord avec Warner/Chappell Music, une entité du Warner Music Group pour faire gérer ses droits comme pour un agent. D'après un article du Los Angeles BizJournals, le catalogue de Walt Disney Music Publishing comprend plus de 10 000 titres dans les domaines des films, de la télévision et des parcs à thèmes.
Le 27 novembre 2006 la société a renouvelé et étendu son contrat de gestion de droits phonographiques avec le Warner Music Group.
Le 21 juin 2017, le duo d'auteurs-compositeurs Kristen Anderson-Lopez et Robert Lopez oscarisé pour La Reine des neiges signe avec Disney Music Publishing.
16 janvier 2018, Disney Music Group étend le contrat de Disney Music Publishing avec Universal Music Publishing ajoutant l'Europe au contrat entamé en 2004 avec l'Asie du Sud-Est, l'Amérique latine en 2015 et l'Afrique et le Moyen-Orient en 2016,.

## Les labels
La société comprend plusieurs labels dont: 
- ABC Family Music
- Agarita Music
- Balanga Music
- Buena Vista Music Company

```
Falferious Music
```

- FFM Publishing
- Five Hundred South Songs
- F T S Music
- Fuzzy Muppet Songs
- Hollywood Pictures Music
- HolPic Music
- Mad Muppet Melodies
- Saban Music U.S.A.
- Seven Peaks Music
- Seven Summits Music
- Touchstone Pictures Music & Songs